# Wuling Xingchen
Wuling Xingchen – samochód osobowy typu SUV klasy średniej produkowany pod chińską marką Wuling od 2021 roku.

## Historia i opis modelu

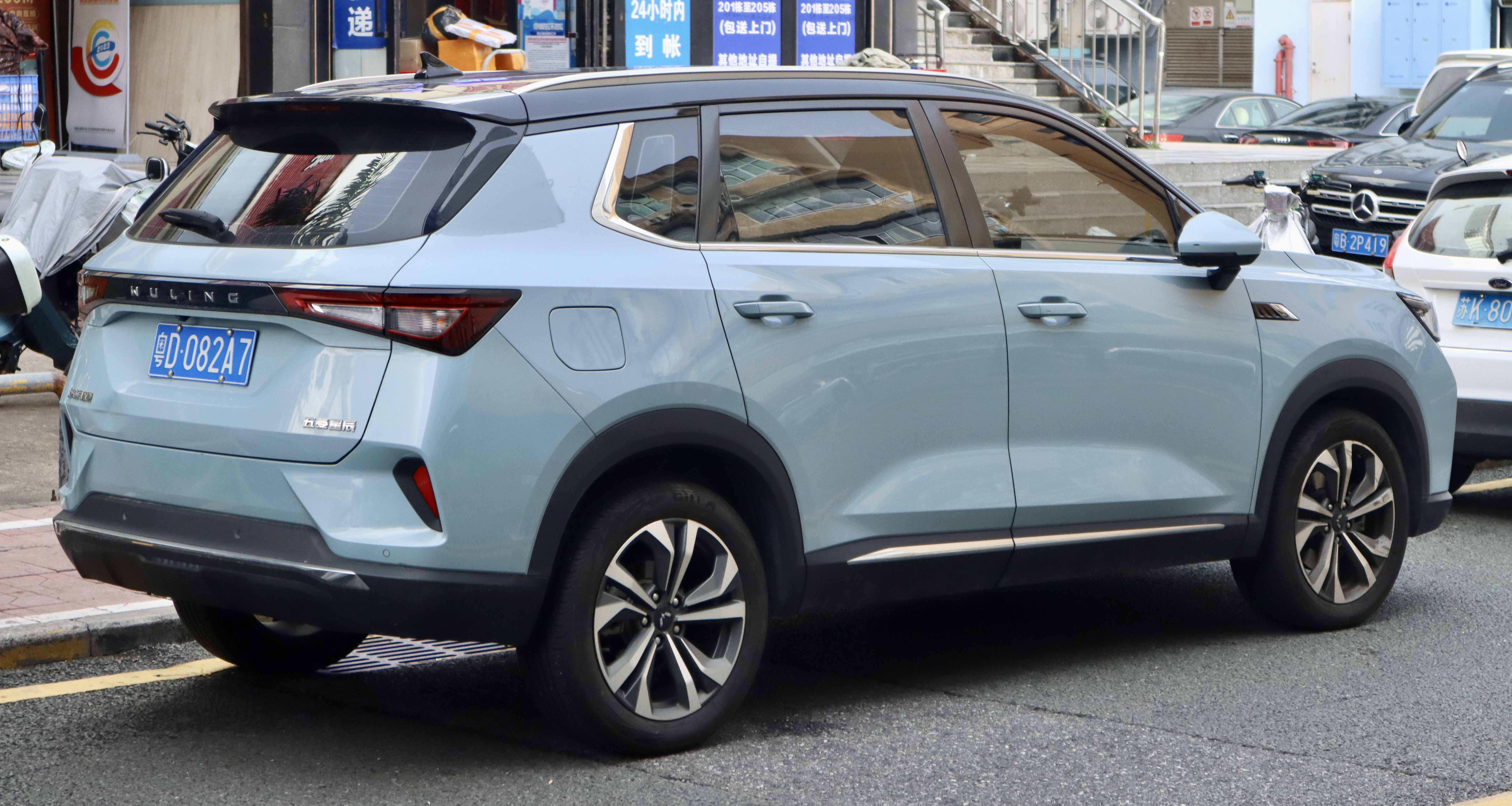
Wuling Xingchen - tył

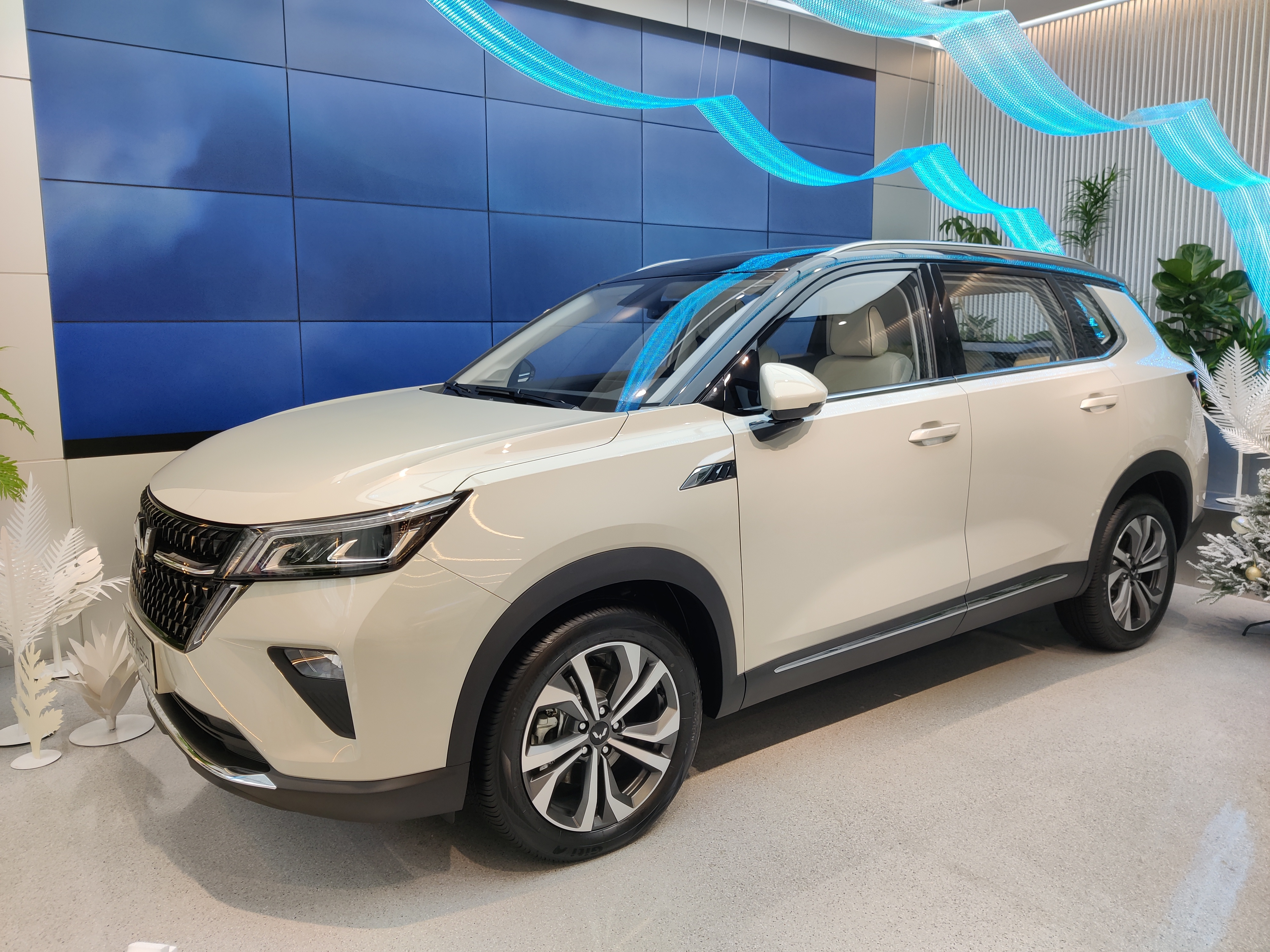
Wuling Xingchen - sylwetka

W kwietniu 2021 roku podczas międzynarodowych targów samochodowych w Shaghai Auto Show Wuling przedstawił nowy pojazd będący elementem ofensywy modelowej chińskiego producenta pojazdów dostawczych wśród klasycznych samochodów osobowych. Xingchen powstał jako bliźniacza konstrukcja wobec modelu bratniego sojuszu SGMW, Baojuna 530, podobnie jak on będąc SUV-em średniej wielkości. We wrześniu 2021 producent oficjalnie przedstawił pełną specyfikację nowego modelu.
Pod kątem wizualnym SUV Wulinga  utrzymany został w nowym języku stylistycznym zapoczątkowanym przez minivana Victory, wyróżniając się atrapą chłodnicy w kształcie trapezu z motywem skrzydła, a także oświetleniem LED w kształcie bumerangu. Ponadto, podobnie jak on, SUV Xingchen przyozdobiony został srebrnym logo firmowym przeznaczonym dla globalnej gamy modelowej.
Gama jednostek napędowych, podobnie jak w przypadku innych modeli Wulinga w międzyczasie debiutujących, Xingchen napędzany jest wyłącznie turbodoładowanym, 1,5-litrowym silnikiem benzynowym rozwijającym moc 148 KM. Pojazd dzieli z bliźniaczym modelem Baojuna dostępność 6-biegowej przekładni manualnej lub bezstopniowego CVT imitującego 8 automatycznych przełożeń.

### Sprzedaż
Wuling Xingchen powstał jako drugi, po minivanie Victory, model skonstruowany z myślą o globalnych nabywcach. W pierwszej kolejności jego sprzedaż rozpoczęła się na wewnętrznym rynku chińskim we wrześniu 2021, z planami na uruchomienie sprzedaży w krajach eksportowych.

### Silnik
- R4 1.5l Turbo 145 KM